# カイザー (オレゴン州)
カイザー（英: Keizer,[ˈkaɪzər]）は、アメリカ合衆国オレゴン州マリオン郡にある都市。人口は3万9376人（2020年）。北緯45度線上に位置し、セイラム都市圏に属している。市名は1843年の荷車隊でこの地域に到着して無償土地登記を行った2人の開拓者でドイツ系のトーマス・ダヴ・カイザー（Thomas Dave Keizur）とジョン・ブルックス・カイザー（John Brooks Keizur）に因んで名付けられた。

## 歴史
最初の開拓地はウィラメット川の岸に近いカイザー・ボトムだった。その後、土地登記記録の写しを作るいずれかの時点でその綴りに誤りが生じた。この開拓地は1861年に洪水に襲われ、住人はより高い場所にその家屋を再建した。洪水は1943年、1945年、1946年および1948年にも発生し、町の成長を妨げた。ウィラメット川の流れを制御してカイザーの町が繁栄を始めたのは1950年代にダムが建設されてからだった。
セイラム市はその北部市境に隣接し成長するカイザーの町を何度も併合しようとしてきた。1964年からは、多くのカイザー住民が独自の市を作った方がより安価にできるということを人々に分からせようとした。近くの未編入領域であるクリアレイクの支援もあって、カイザー住民の投票で市を作ることに決めたのは1982年11月2日のことだった。
カイザーボトムには現在カイザー・ラピッズ・パークがあり、ここはドッグパーク、遊技場、ボートキャンプ場、自然の道およびスポーツコートがある公共公園になっている。

## 地理
カイザーは北緯45度0分2秒 西経123度1分19秒 / 北緯45.00056度 西経123.02194度に位置する。アメリカ合衆国国勢調査局に拠れば、市域全面積は7.4平方マイル (19.1 km2)、このうち陸地は7.2平方マイル (18.7 km2)、水域は0.2平方マイル (0.4 km2)で水域率は2.03％である。標高は132フィート (40.2 m) である。

## 人口動態

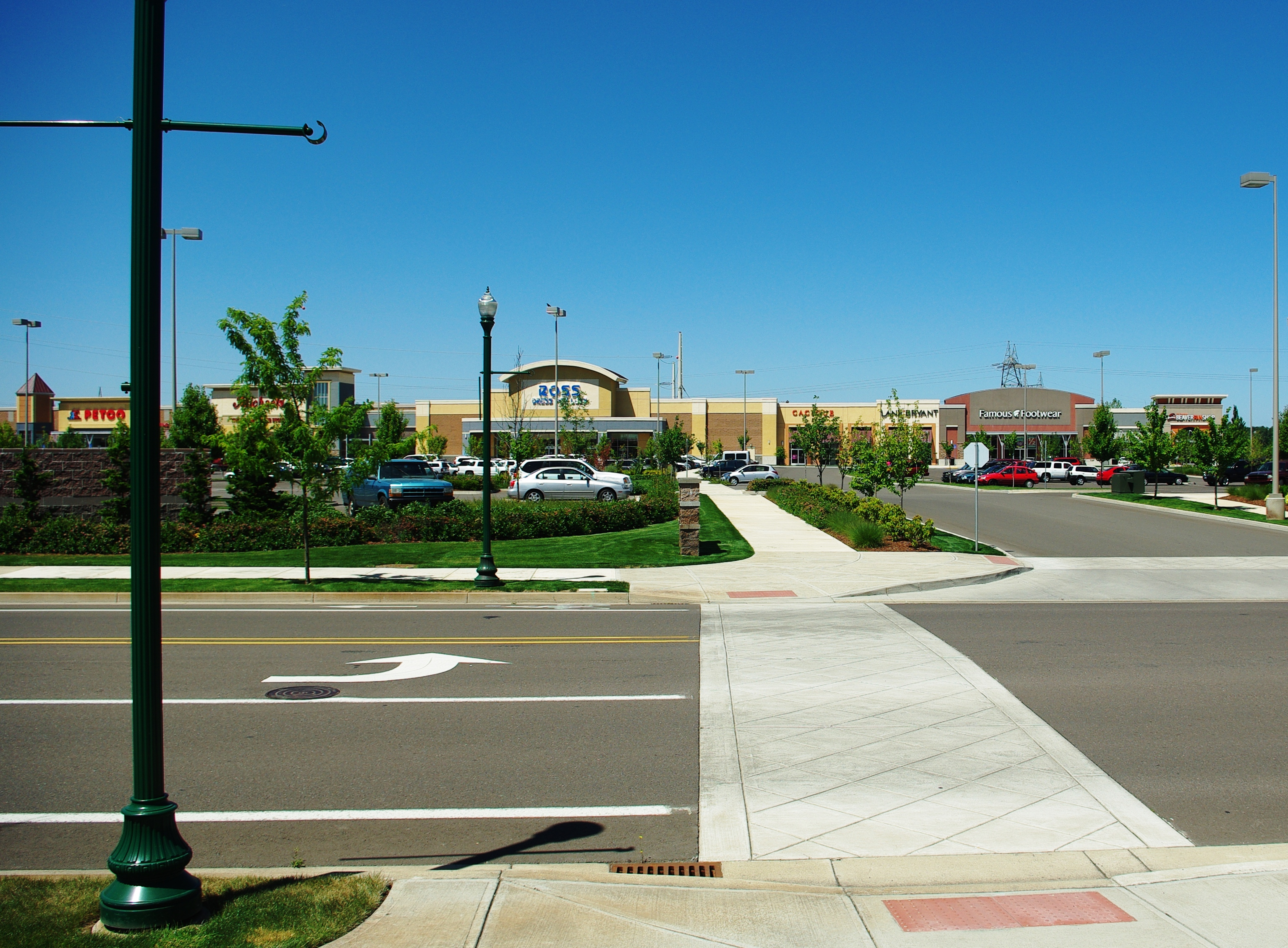
カイザー・ステーション・ショッピングセンター

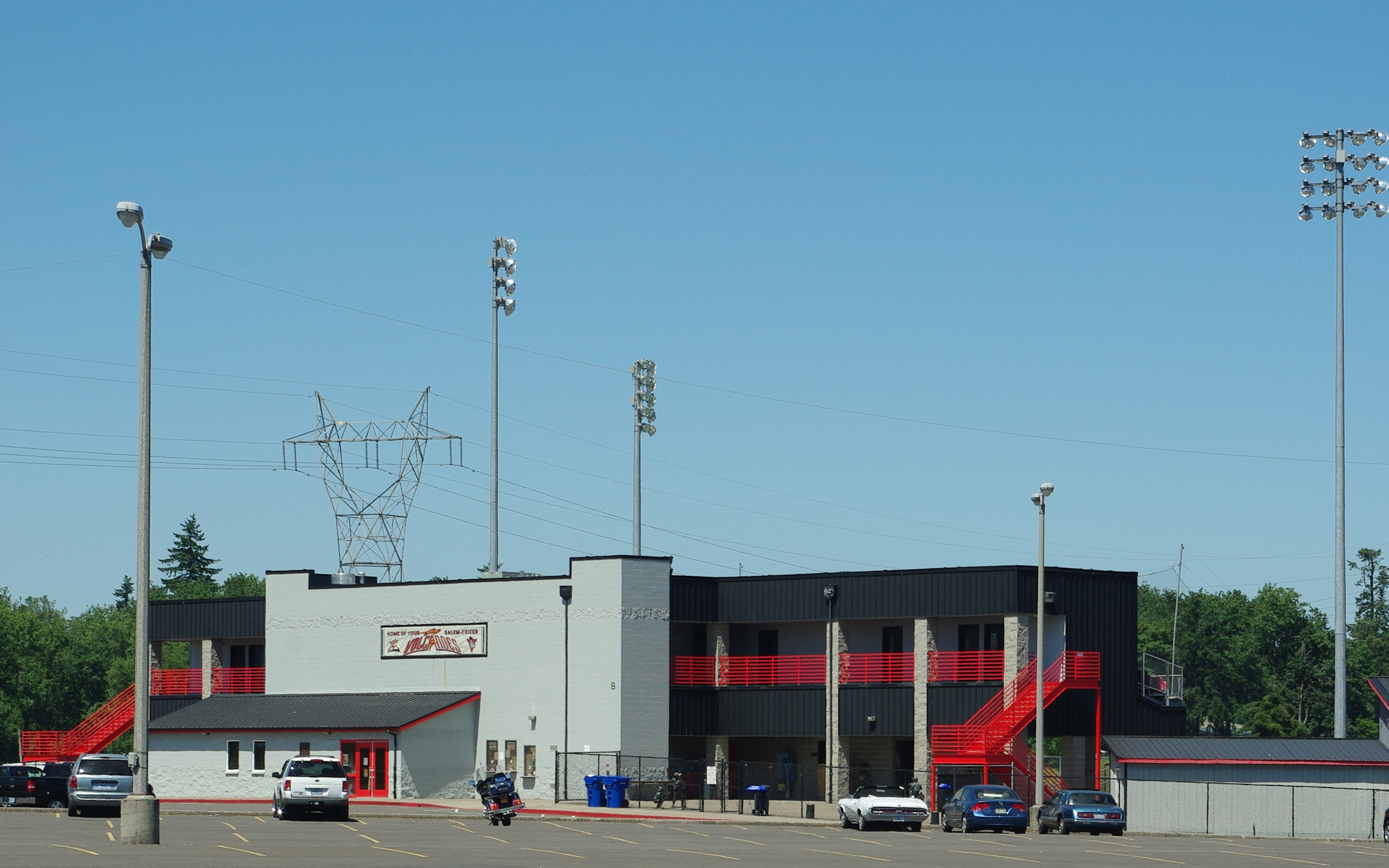
ボルケイノズ・スタジアム

以下は2000年の国勢調査による人口統計データである。
| 基礎データ - 人口: 32,203人 - 世帯数: 12,110世帯 - 家族数: 8,646家族 - 人口密度: 1,719.7人/km2（4,457.7人/mi2） - 住居数: 12,774軒 - 住居密度: 682.2軒/km2（1,767.4軒/mi2） 人種別人口構成 - 白人: 89.64% - アフリカン・アメリカン: 0.71% - ネイティブ・アメリカン: 1.38% - アジア人: 1.49% - 太平洋諸島系: 0.20% - その他の人種: 7.22% - 混血: 3.44% - ヒスパニック・ラテン系: 12.27% 年齢別人口構成 - 18歳未満: 27.7% - 18-24歳: 8.2% - 25-44歳: 30.1% - 45-64歳: 21.9% - 65歳以上: 12.2% - 年齢の中央値: 34歳 - 性比（女性100人あたり男性の人口） - 総人口: 94.3 - 18歳以上: 91.2 | 世帯と家族（対世帯数） - 18歳未満の子供がいる: 35.6% - 結婚・同居している夫婦: 55.8% - 未婚・離婚・死別女性が世帯主: 11.2% - 非家族世帯: 28.6% - 単身世帯: 22.4% - 65歳以上の老人1人暮らし: 8.4% - 平均構成人数 - 世帯: 2.64人 - 家族: 3.07人 収入と家計 - 収入の中央値 - 世帯: 45,052米ドル - 家族: 49,977米ドル - 性別 - 男性: 37,138米ドル - 女性: 27,032米ドル - 人口1人あたり収入: 20,119米ドル - 貧困線以下 - 対人口: 9.3% - 対家族数: 6.2% - 18歳未満: 11.7% - 65歳以上: 7.6% |

## 芸術と文化

### 毎年の文化行事
毎年5月にアイリス祭が開催され、カイザーのアイリス栽培産業を紹介している。この祭は郡内最大のアイリス栽培小売業者であるシュライナーのアイリスガーデンが創設し、1987年からはカイザー商工会議所が後援してきた。遊園地用乗り物、ビアガーデン、工芸品と食品の屋台、5 km のランとウォーク、クラシックカーのショーおよびパレードが出される。
毎年12月初めからクリスマスの翌日まで、ガスバー校区が「カイザー・ミラクル・オブ・クリスマス・ライトアップ」を展示している。地区住人の多くがクリスマスの電飾を他の祝日をテーマにした飾りにしようと決めた。毎年、約3.5マイル (5.6 km) の沿道を2万台に上る自動車が訪れている。観光客は沿道に沿って缶詰の食料など保存食を寄付できる。2007年、マリオン・ポーク・フード・シェアに19,000ポンド (8,600 kg) の食料が集められ、現金17,100ドルが寄付された。

### 博物館など見どころ
カイザー歴史遺産博物館はカイザー・ヘリテージ・コミュニティセンターの中にある。この建物は元カイザー学校だった。1916年に建設されたこの学校は完全に改修され、カイザーでは唯一の公共歴史建築物になっている。この建物には他にカイザー・コミュニティ図書館、カイザー芸術協会と画廊、およびカイザー商工会議所が入っている。

## スポーツ
セイラム・カイザー・ボルケイノズはAクラス・マイナーリーグであるノースウェストリーグに属する野球チームである。市内にあるカイザー・スタジアムを本拠地にしている。このスタジアムではOSAA野球選手権や、オレゴン大学ダックスとオレゴン州立大学ビーバーズとの間のシビルウォー試合も行われている。
カイザー市は長い間、唯一の高校スポーツチーム、マクナリー・セルティックスの支援者だった。近年何度も州レベルの大会で優勝し、2009年には野球チームがボルケイノズ・スタジアムで州のチャンピオンになった。

## 教育
カイザー市はセイラム・カイザー教育学区に属し、高校1校（マクナリー高校）、中学校2校、小学校7校が入っている。
カイザーで初の学校校舎は1878年に建てられ、最初の教師はアメリカ合衆国上院議員チャールズ・L・マクナリーの姉ニーナ・マクナリーだった。最初の校舎は1915年に壊され、1916年に現在カイザー・ヘリテージ・コミュニティセンターとなっている建物が建設された。1980年代までに1916年創立のカイザー小学校が危険だと判定され、1987年に新校舎が建設された。1953年に建設されたカミングス学校は地域の増え続ける人口に対応した。1955年、カイザー教育学区第88号とセイラム教育学区第24CJ号が合併し、セイラム・カイザー教育学区となった。

## メディア
- カイザータイムズ — 週刊新聞

## 著名な住人
- グレイソン・バウチャー（1984年-） – AND1 Mixtape Tourストリートボール選手、「教授」という渾名で知られる
- ディーン・カストロノボ（1965年-） - ドラマー、オジー・オズボーンのバックやバンドのジャーニーで活躍[13]
- チャールズ・L・マクナリー、アメリカ合衆国上院議員